# 麦德林 (巴达霍斯省)
麦德林（西班牙語：Medellín，發音：[meðeˈʎin]）是西班牙埃斯特雷马杜拉巴达霍斯省的一个市镇。总面积65平方公里，总人口2409人（2001年），人口密度37人/平方公里。